# Domérat
 Domérat  là một xã ở tỉnh Allier thuộc miền trung nước Pháp.